# Asia Bibi
Asia Noreen (urdu: آسیہ نو رین), mais conhecida como Asia Bibi (urdu: آسیہ بی بی), nascida entre cerca de 1971, é uma mulher cristã paquistanesa casada com Ashiq Masih e com cinco filhos. Foi condenada em 8 de novembro de 2010 à pena capital (execução na forca), por um tribunal distrital em  Nankana Sahib, pelo delito de blasfêmia contra o profeta Maomé, ainda que o veredito precisasse ser confirmado por um tribunal superior. Em 16 de outubro de 2014 o Supremo Tribunal de Lahore confirmou a sua sentença de morte. A pena capital por blasfémia ou apostasia é permitida pela lei paquistanesa. O caso tem recebido atenção mundial, já que a ré foi condenada por ser cristã e não querer converter-se ao Islão. No Paquistão, assim como em outros países islâmicos, a lei sobre a blasfêmia é utilizada muitas vezes "para perseguir as minorias religiosas e fazer vinganças pessoais ". Pelo menos setenta e quatro pessoas foram mortas em violência relacionada a alegações de blasfêmia desde 1990, de acordo com dados da Al Jazeera. Entre os mortos estão um governador de província e um ministro.
Ainda há cerca de 40 outras pessoas no corredor da morte, ou a cumprir penas de prisão perpétua por blasfêmia no Paquistão, segundo a Comissão de Liberdade Religiosa Internacional dos EUA (USCIRF).

## O caso
O caso Asia Bibi apareceu na mídia internacional em novembro de 2009. No mês de junho daquele ano, Bibi, que é uma camponesa, foi enviada para buscar água, enquanto trabalhava em um campo. Ela bebeu da mesma água destinada aos seus colegas muçulmanos. Diante disso, outras mulheres, muçulmanas, protestaram. Por ela não ser muçulmana, ela contaminaria o recipiente da água e o tornaria impuro. Exigiram que ela abandonasse sua fé cristã e se convertesse ao Islão. Ela se negou.
Em sua defesa, respondeu a suas companheiras de trabalho que "Cristo morreu na cruz pelos pecados da humanidade"; e perguntou àquelas mulheres o que Maomé havia feito por elas. Ao ouvirem tais palavras, recorreram ao imame local, esposo de uma delas, quem a denunciou à polícia pelo delito de blasfêmia. O artigo 295 do Código Penal do Paquistão determina pena de morte para quem blasfemar contra o Profeta do Islão.
O juiz, Naveed Iqbal, que a condenou à morte, ofereceu-lhe a liberdade em troca dela se converter ao Islamismo. Asia respondeu que preferiria morrer como cristã a sair da prisão como muçulmana. E ainda disse a seu advogado: "Tenho sido julgada por ser cristã. Creio em Deus e em seu enorme amor. Se o juiz me condenou à morte por amar a Deus, estarei orgulhosa de sacrificar minha vida por Ele".
Medidas de segurança foram tomadas para proteger Asia Bibi na prisão de Shekhupura. O cerco de Lahore foi reforçado, depois da operação militar que matou Osama bin Laden. Asia permanece isolada e cozinha sua própria comida para evitar ser envenenada.

### Resposta internacional

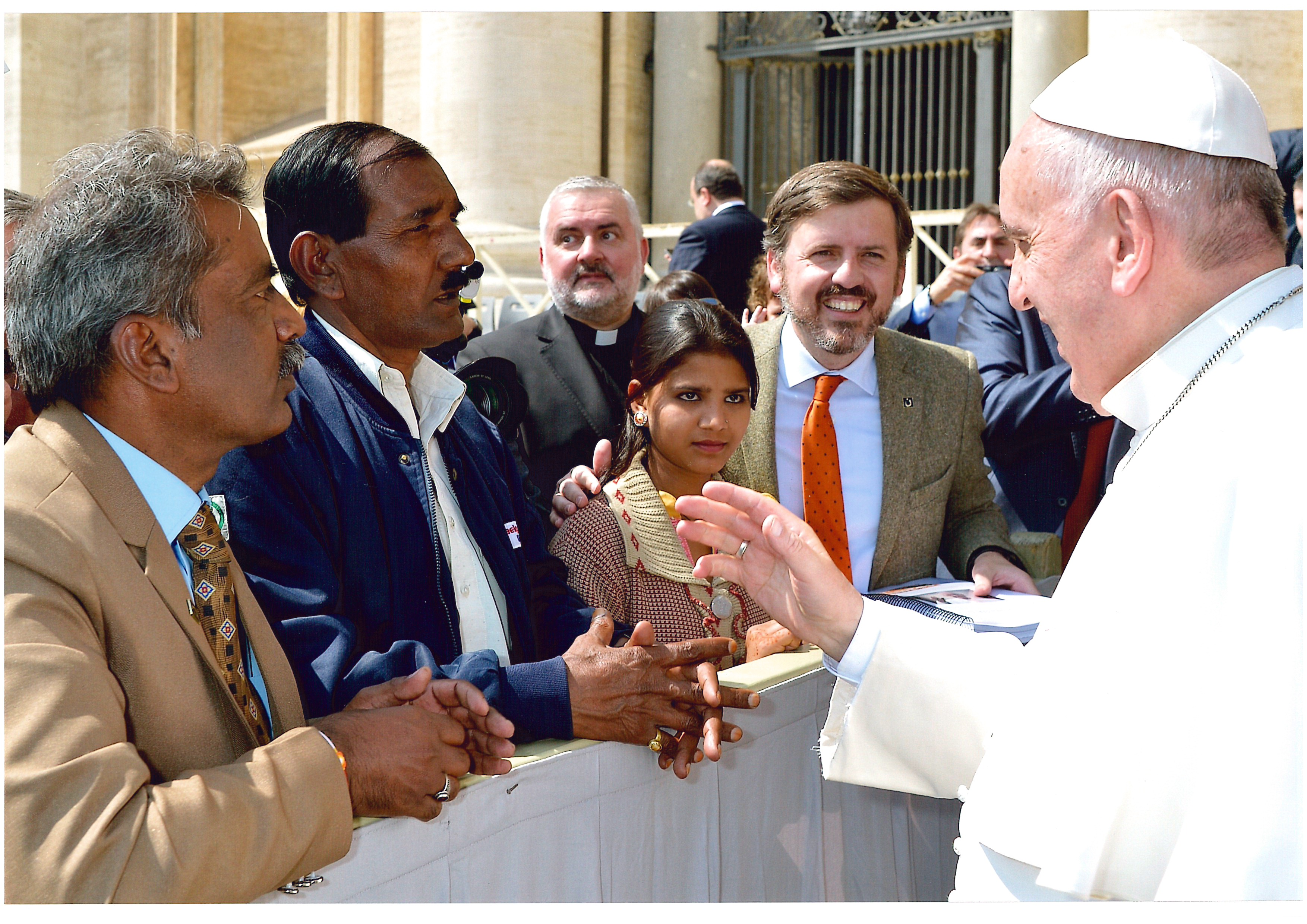
O Papa Francisco recebe a família de Asia Bibi

Grupos cristãos, católicos e evangélicos (protestantes), trabalham para tentar evitar a morte da inocente. Os bispos do Paquistão pediram ao Papa que ele intermediasse o conflito. O Papa Bento XVI pediu o indulto para Noreen. Ela reconheceu e declarou se sentir "honrada", que "é um privilégio saber que ele falou por ela, e que ele tem acompanhado seu caso pessoalmente" e que espera "viver o suficiente para agradecer-lhe em pessoa".

### Possível perdão
É possível que o pedido de clemência seja acatado pelo Supremo Tribunal. Contudo, o imame local ameaçou dizendo que se ela for perdoada ou posta em liberdade, algumas pessoas "farão justiça com as próprias mãos". A jovem cristã sublinhou que, mesmo se o Tribunal declarasse a sua inocência, ela "não sobreviveria", porque "os extremistas não a deixariam em paz nunca" (nem a ela nem à sua família).

### Bhatti e Taseer deram a vida
Em 4 de janeiro de 2011, no Mercado Kohsar de Islamabad, o Governador de Punjab, Salman Taseer, foi assassinado por membro de seu time de  segurança, Malik Mumtaz Hussein Qadri, porque defendia Noreen e era contra a lei de blasfêmia. Taseer havia exposto sua crítica à lei e ao veredicto do caso Asia Bibi. No outro dia, milhares de pessoas estavam em seu funeral, em Lahore, apesar das advertências do movimento Talibã e de alguns clérigos. Milhares de muçulmanos também se reuniram em apoio à lei da blasfêmia, após o assassinato.
O segurança, Mumtaz Qadri, acabou por ser morto pela polícia, mas nem por isso deixou de ser honrado com uma grande presença de radicais islamistas no seu funeral.
O Ministro dos Negócios das Minorias, Shahbaz Bhatti, único cristão membro do gabinete do Paquistão, também foi assassinado, em 2 de Março de 2011, por causa de sua posição a respeito das leis de blasfêmia. Ele foi morto a tiros, por homens armados que emboscaram seu automóvel perto de sua residência, em Islamabad.

## Veredicto final
A 31 de outubro de 2018, Asia Bibi foi absolvida pelo Supremo Tribunal do Paquistão, que não deu a sua culpa como provada. 
No acórdão  os juízes punham em causa o facto de Asia Bibi ter sido condenada sem provas materiais, prevalecendo a versão dos seus colegas muçulmanos sobre a sua. “É um princípio bem assente da justiça que quem faz uma afirmação tem de prová-la. Por isso, o ónus de provar a culpa de forma inequívoca reside na acusação ao longo de todo o julgamento”, disse um dos juízes. A decisão já tinha sido tomada a 8 de outubro, mas foi mantida em segredo.
Em declarações à AFP, o advogado de Asia Bibi disse que “o veredicto demonstra que os pobres, as minorias e os segmentos mais baixos da sociedade podem ter justiça, apesar das suas limitações”.
O presidente do partido radical islâmico Tehreek-e-Labbaik Pakistan (TLP), que defende a imposição da Charia, ameaçou estar pronto a “parar o país em poucas horas” caso acontecesse a libertação de Asia Bibi. Considerou ainda que os três juízes responsáveis devem ser executados. Debaixo de grande aparato policial, os protestos na rua contra a sentença começaram imediatamente.  Milhares de manifestantes bloquearam, durante três dias, as estradas do país. Na sequência de um acordo entre Governo e manifestantes, o ministro paquistanês dos Assuntos Religiosos anunciou que Bibi não poderá deixar o Paquistão até que o Supremo Tribunal faça uma revisão final do veredicto. Entretanto o advogado de Asia Bibi deixou o Paquistão por recear pela sua vida. O jornal paquistanês Dawn comenta que mais um governo capitulou para os extremistas religiosos que não acreditam na democracia nem na constituição.
A família de Asia Bibi, que vive escondida desde a absolvição,  afirma que está a ser perseguida  por extremistas, que vão de casa em casa com fotos suas para os tentar localizar. 
Canadá, Itália e Austrália são vários dos países que ofereceram asilo a Asia Bibi. Não foi o caso do Reino Unido, onde foi dito que  a sua presença iria "inflamar as tensões entre os muçulmanos britânicos e talvez provocar ataques a embaixadas britânicas pelo mundo fora" segundo o relatado pela CBN News. Por fim, Asia Bibi, em 8 de maio de 2019, foi recebida no Canadá, onde se reuniu com a sua família que já lá se encontrava.  Provávelmente viverá sob nova identidade, e sob apertada vigilância policial,  pois as ameaças de morte continuam.